# 徽县吴玠墓及墓碑
徽县吴玠墓及墓碑，位于中国甘肃省徽县，为一个省级文物保护单位，类型为古墓葬。
徽县吴玠墓及墓碑的历史年代为南宋。